# Жабчинский, Александр Александрович
Александр Александрович Жабчинский (настоящая фамилия — Мюллер) (пол. Aleksander Daniel Eugeniusz Żabczyński; 9 июля (22 июля) 1866, Санкт-Петербург — 1934, Варшава) — российский и польский военачальник. Дивизионный генерал Войска Польского. Участник Великой войны.

## Биография
Окончил варшавскую реальную школу, затем военное пехотное училище в Варшаве. В Русской императорской армии с августа 1883 года. Службу проходил в Санкт-Петербургском лейб-гвардии полку.
Неоднократно был удостоен императорскими призами и наградами.
- Подпоручик — 1 сентября 1885 г.
- Поручик — 1 сентября 1889 г.
- Штабс-капитан — 5 апреля 1898 г.
- Капитан — 6 мая 1900 г.
- Полковник — 6 декабря 1908 г.

В 1909 — полковник Санкт-Петербургского лейб-гвардии полка в Варшаве.
Участник Первой мировой войны. Командир 7-го пехотного Ревельского полка (1914). Состоял в резерве чинов при штабе Двинского военного округа (на 26.08.1915). С 9 марта 1916 — командир 461 пехотного Зубцовского полка 116-й пехотной дивизии генерал-майора В. Ф. Побоевского.
С 1918 — на службе в 1-м Польском корпусе в составе РИА.
После обретения независимости Польшей, вступил в ряды Войска Польского в чине генерал-подпоручика. Участник советско-польской войны. С августа 1920 года — заместитель губернатора обороняющейся Варшавы. Отвечал за организацию и обеспечение переправ через р. Вислу в районе Гура-Кальвария-Варшава-Яблонне.
Позже — член офицерского трибунала.
С 1923 — Дивизионный генерал со старшинством с 1919 г.
Отец популярного киноактёра межвоенной Польши Александра Жабчинского. Брат генерала Д. Конажевского.

## Награды
- Орден Святого Станислава 2-й степени (1910)
- Орден Святого Станислава 3-й степени (1901)
- Орден Святой Анны 2-й степени (1913)
- Орден Святой Анны 3-й степени (1907)
- мечи к ордену Святой Анны 2-й степени (ВП 26.08.1915).